# Exelastis montischristi
Exelastis montischristi là một loài bướm đêm trong chi Exelastis, được biết đến từ Ecuador, Grenada, Jamaica, Martinique quần đảo Virgin và Florida và Texas.
Con trưởng thành bay trong tháng 1, tháng 7 và tháng 8, và có sải cánh khoảng 16 mm. Cánh trước mày nâu hơi xám sáng với hỗn hợp màu be.
Chúng sinh sống trên cây Rhynchosian minima. 